# Ocotea trinidadensis
Ocotea trinidadensis är en lagerväxtart som beskrevs av André Joseph Guillaume Henri Kostermans. Ocotea trinidadensis ingår i släktet Ocotea och familjen lagerväxter. Inga underarter finns listade i Catalogue of Life.